# Craig Pawson
Craig Pawson (Sheffield, 18 juli 1979) is een Engels voetbalscheidsrechter. Hij is in dienst van FIFA en UEFA sinds 2015. Ook leidt hij sinds 2013 wedstrijden in de Premier League.
Op 2 maart 2013 leidde Pawson zijn eerste wedstrijd in de Engelse nationale competitie. Tijdens het duel tussen Swansea City en Newcastle United (1–0 voor de thuisclub) trok de leidsman tweemaal de gele kaart. In Europees verband debuteerde hij op 2 juli 2015 tijdens een wedstrijd tussen Go Ahead Eagles en Ferencváros in de voorronde van de UEFA Europa League; het eindigde in 1–1 en Pawson trok driemaal een gele kaart. Zijn eerste interland floot hij op 6 november 2016, toen Griekenland met 0–1 verloor van Wit-Rusland door een doelpunt van Sergej Palitsevitsj. Tijdens deze wedstrijd toonde Pawson aan de Griek Sokratis Papastathopoulos en de Wit-Russen Sergej Kornilenko, Igor Sjitov en Aljaksandr Martynovitsj een gele kaart.

## Interlands
| Datum            | Plaats                      | Wedstrijd                 | Uitslag | Competitie             | Kreeg geel | Kreeg voor de tweede keer geel en dus rood | Weggestuurd |
| ---------------- | --------------------------- | ------------------------- | ------- | ---------------------- | ---------- | ------------------------------------------ | ----------- |
| 9 november 2016  | Piraeus, Griekenland        | Griekenland – Wit-Rusland | 0 – 1   | Vriendschappelijk      | 4          | 0                                          | 0           |
| 16 augustus 2017 | Burton upon Trent, Engeland | Qatar – Andorra           | 1 – 0   | Vriendschappelijk      | 1          | 0                                          | 1           |
| 6 oktober 2017   | Shkodër, Kosovo             | Kosovo – Oekraïne         | 0 – 2   | WK 2018 kwalificatie   | 4          | 0                                          | 0           |
| 27 maart 2018    | Londen, Engeland            | Nigeria – Servië          | 0 – 2   | Vriendschappelijk      | 2          | 0                                          | 0           |
| 7 juni 2018      | Lissabon, Portugal          | Portugal – Algerije       | 3 – 0   | Vriendschappelijk      | 2          | 0                                          | 0           |
| 12 oktober 2018  | Tallinn, Estland            | Estland – Finland         | 0 – 1   | Nations League 2018/19 | 5          | 0                                          | 0           |
| 16 november 2018 | Londen, Engeland            | Brazilië – Uruguay        | 1 – 0   | Vriendschappelijk      | 8          | 0                                          | 0           |
| 23 maart 2019    | Tbilisi, Georgië            | Georgië – Zwitserland     | 0 – 2   | EK 2020 kwalificatie   | 5          | 0                                          | 0           |
| 10 oktober 2019  | Nur-Sultan, Kazachstan      | Kazachstan – Cyprus       | 1 – 2   | EK 2020 kwalificatie   | 7          | 0                                          | 0           |
| 14 oktober 2020  | Wrocław, Polen              | Polen – Bosnië en Herz.   | 3 – 0   | Nations League 2020/21 | 5          | 0                                          | 1           |
| 25 maart 2021    | Tel Aviv, Israël            | Israël – Denemarken       | 0 – 2   | WK 2022 kwalificatie   | 4          | 0                                          | 0           |
| 4 juni 2021      | Madrid, Spanje              | Spanje – Portugal         | 0 – 0   | Vriendschappelijk      | 0          | 0                                          | 0           |
| 8 september 2021 | Reggio Emilia, Italië       | Italië – Litouwen         | 5 – 0   | WK 2022 kwalificatie   | 1          | 0                                          | 0           |
| 29 maart 2022    | Amsterdam, Nederland        | Nederland – Duitsland     | 1 – 1   | Vriendschappelijk      | 4          | 0                                          | 0           |
| 6 juni 2022      | Reykjavik, IJsland          | IJsland – Albanië         | 1 – 1   | Nations League 2022/23 | 1          | 0                                          | 0           |
| 16 juni 2023     | Solna, Zweden               | Zweden – Nieuw-Zeeland    | 4 – 1   | Vriendschappelijk      | 0          | 0                                          | 0           |
| 20 juni 2023     | Razgrad, Bulgarije          | Bulgarije – Servië        | 1 – 1   | EK 2024 kwalificatie   | 5          | 0                                          | 0           |
| 16 november 2023 | Bratislava, Slowakije       | Slowakije – IJsland       | 4 – 2   | EK 2024 kwalificatie   | 1          | 0                                          | 0           |
| 13 oktober 2024  | Almaty, Kazachstan          | Kazachstan – Slovenië     | 0 – 1   | Nations League 2024/25 | 5          | 0                                          | 0           |

Laatst bijgewerkt op 17 oktober 2024.